# 中山忠季
中山 忠季（なかやま ただすえ、？－建久7年1月20日（1196年2月20日））は、平安時代末期から鎌倉時代初期にかけての貴族。藤原北家師実流（中山家）、内大臣・中山忠親の次男。官位は正四位下・右近衛中将。

## 経歴
生年は不詳だが、長寛元年（1163年）生まれである同母兄の中山兼宗よりは年下なのは明らかである。幼い頃に従姉の藤原忠子（松殿基房の正室）の猶子となる。
侍従を経て、後白河院政期後期の元暦元年（1184年）右近衛少将に任ぜられると、文治元年（1185年）従四位下、文治4年（1188年）従四位上、文治5年（1189年）右近衛中将、と近衛次将を務めながら昇進を重ねる。摂政・九条兼実からも寵愛され、建久元年（1190年）に兼実の娘・任子が入内し中宮に冊立されると、6月に忠季は中宮権亮に任じられた
。権亮の功によって建久2年（1191年）には正四位下に叙されている。
建久6年（1195年）7月に蔵人頭に任じられるが、年が明ける頃には体調を崩し、建久7年（1196年）1月20日暁に急死した。享年は不詳だが、30歳前後で亡くなったと考えられている。忠季の将来を嘱望していた九条兼実は彼が重篤になると実全法印を忠季邸に派遣して修法をさせていたが、彼の訃報を聞くと「末代之有識」を失ったと嘆いている。一方で、同じく兼実に仕えていた藤原定家は忠季を「表裏謀作して人を覆さんと欲し、能く男女の嬖籠を構え、讒言を専らとす」と評し、嫌悪感を露わにしている。

## 人物
和歌や笛も得意としていたが、何よりも絵を得意としていた（後述）。
文治元年（1185年）11月以前に、母方の伯父である藤原光長の娘を妻に迎えている（つまりいとこ婚となる。）。しかし、後鳥羽天皇の寵愛を受けていた源在子の実妹で彼女に従って宮中に仕えていた督局（藤原時子）に熱烈な求愛をして妻に迎え入れる。しかし、彼女が産んだ嫡男・中山親平は建久7年生まれと伝えられており、同年正月に没した忠季は我が子を見ることはなかったと思われる。
なお、忠季の没後、妻のうち光長の娘は藤原資家に嫁いで藤原資季を生み、能円の娘・時子は土御門天皇即位後に典侍に任じられて督典侍と呼ばれ、更に亡夫よりも高い従三位に叙され、後に近衛基通の妾になったと伝えられている。

## 『古今著聞集』に描かれた忠季
『古今著聞集』には忠季の絵の腕前を巡る逸話がいくつか伝えられている。

### 巻第三第101話
県召除目の際に用いられる筥文（筥に入れて御前に置く申文）の取り扱い方を巡っては3つの学説があった。建久の頃に権大納言であった藤原頼実は3日間の県召除目のいずれにも出席していたが、頼実は3つの説の作法を1日ごとに実践してどれも間違いがなかった。その余りの見事さに感嘆した頭中将である忠季がその様子を絵に描き残した。
なお、忠季は頭中将として最初の県召除目を迎える前に病死しているため、この逸話に事実を含んでいるとすれば、別の機会に頼実の作法を見る機会を得たと考えられている。

### 巻第八第325話
忠季は督典侍に思いを寄せ、何度も通おうとしたものの、彼女が心を寄せることはなかった。ある雪がひどく降っている夜に忠季は自邸から馬に乗って参内した際に、道の途中の風景や雪の趣深さを絵に描き写して絵巻を作成し、六位蔵人に頼み込んで督典侍の元に届けさせた。絵巻を見た督典侍は忠季の胸中をあはれと思ったか、絵そのものに感服したのか、忠季が通うことを許すようになり、忠季と逢瀬を重ねているうちにその子供を宿すようになったのだという。

## 官歴
- 時期不詳：正五位下。侍従
- 元暦元年（1184年） 7月5日：見右近衛少将[8]
- 文治元年（1185年） 正月6日：従四位下[9]
- 文治4年（1188年） 12月6日：従四位上[10]
- 文治5年（1189年） 11月13日：右近衛中将[11]
- 建久元年（1190年） 6月19日：兼中宮権亮?（中宮・九条任子）[12]
- 建久2年（1191年） 正月5日：正四位下（中宮御給）[13]
- 建久6年（1195年） 3月12日：服解（父）[12]。5月4日：復任[12]。7月16日：蔵人頭（頭中将）[14]、止権亮（依重服改任）[12]
- 建久7年（1196年） 正月20日：卒去[13]

## 系譜
『尊卑分脈』による。
- 父：中山忠親
- 母：藤原光房の娘
- 妻：藤原光長の娘
- 妻：藤原時子（能円の娘、督局）
  - 男子：中山親平